# Омкара (фильм, 2006)
«Омкара» (хинди ओमकारा; англ. Omkara) — индийская криминальная драма 2006 года, снятая по мотивам трагедии Уильяма Шекспира «Отелло». Главные роли исполнили Аджай Девган, Саиф Али Хан, Вивек Оберой и Карина Капур. Режиссёр и соавтор сценария Вишал Бхардвадж сам сочинил всю музыку для фильма, включая фоновую партитуру, со словами Гульзара. Действие фильма происходит в Мератхе, городе, расположенном в западной части штата Уттар-Прадеш.
Премьера фильма состоялась 28 июля 2006 года. Картина демонстрировалась в секции Marché du Film на Каннском кинофестивале 2006 года вместе с книгой о создании фильма. Она также была выбрана для показа на Каирском международном кинофестивале, где Вишал Бхардвадж был награжден за художественный вклад режиссёра. Фильм также получил три награды на Кинофестивале в Карачи, награду на Азиатском фестивале дебютных фильмов, три Национальные кинопремии и семь премий Filmfare.

## Сюжет
Омкара он же Оми Шукла (Аджай Девган) — лидер банды в Уттар-Прадеш. Он правит страхом, и его взгляда обычно достаточно, чтобы сломить сопротивление… Фильм начинается с того, как он похищает свою возлюбленную Долли (Карина Капур) в день её замужества — по её собственному желанию. Отказываясь от дочери, её отец говорит Оми: «Если дочь не верна своему отцу, сможет ли она когда-нибудь быть верной своему возлюбленному?»
Как главный помощник местного коррумпированного политика Бхай-сааба (Насируддин Шах) Оми должен передать обязанности и большую часть своих полномочий назначенному преемнику. Ожидается, что это будет Лангда Тьяги (Саиф Али Хан), но Оми делает выбор в пользу Кесу (Вивек Оберой). Обида Лангды ещё больше растёт, когда его доверенный помощник Раджу сыпет соль ему на рану, после чего Лангда начинает сеять семена сомнения в сознании Оми в отношении верности Долли и честности Кесу…

## В ролях
- Аджай Девган — Омкара Шукла
- Саиф Али Хан — Ишвар «Лангда» Тьяги
- Вивек Оберой — Кешав «Кесу» Упадхайя
- Карина Капур — Долли Мишра
- Конкона Сен Шарма — Инду Тьяги
- Бипаша Басу — Билло Чаманбакар
- Насируддин Шах — Бхай-сааб
- Дипак Добриял — Раджан «Раджу» Тивари

## Производство
По словам Вишала Бхарадваджа фильм был задуман с Аамиром Ханом в роли Лангды (Яго), но производство было отложено на год, и в итоге роль была предложена Саифу Али Хану.
Во время полутора месяцев подготовки к съёмкам режиссёр вместе с оператором Тассадуком Хуссейном, путешествовали по Северной Индии, отыскивая аутентичные деревни в поисках перспектив. В качестве образца съёмки будущего фильма был выбран «Китайский квартал» Романа Полански.
Над фильмом работали в течение 4 месяцев в разных местах, включая Лонавалу, Лакхнау, Аллахабад, Вай и Мумбаи. Основные съёмки началась 13 января 2005 года на берегу реки в Камшете и завершилась через 68 дней в Мумбаи. Большая часть фильма была снята в декорациях деревни, построенных в сельской местности недалеко от городка Вай. Поскольку почти вся вторая половина фильма разворачивается ночью, для съёмки широких планов декорации деревни освещали специально созданным гигантским бумажным шаром.
Во время съёмок в Университете Лакхнау, когда весь кампус должен был быть покрыт листовками с Вивеком Обероем, играющим лидера студенческого сообщества, вспыхнуло небольшое волнение из-за того, что студенты университета обиделись на эти плакаты, и съёмочной группе пришлось поспешно разойтись. Однако им удалось сделать снять необходимые сцены в самый последний момент.
Сцена коронации снималась в отдаленном храме в окрестностях Аллахабада. Актёров специально доставили на место съёмки на вертолетах, в то время как полицейские сдерживали тысячи разъяренных фанатов. Вся сцена была снята менее чем за шесть часов.

## Саундтрек
Все тексты написаны Гульзаром, вся музыка написана Вишалом Бхарадваджем.
| №  | Название                | Исполнители                                                           | Длительность |
| -- | ----------------------- | --------------------------------------------------------------------- | ------------ |
| 1. | «Omkara»                | Сукхвиндер Сингх                                                      | 5:22         |
| 2. | «O Saathi Re»           | Шрея Гхошал, Вишал Бхарадвадж                                         | 5:30         |
| 3. | «Beedi»                 | Сунидхи Чаухан, Сукхвиндер Сингх, Клинтон Сережу, Начикета Чакраборти | 5:05         |
| 4. | «Jaag Ja»               | Суреш Вадкар                                                          | 4:29         |
| 5. | «Namak»                 | Рекха Бхардвадж, Ракеш Пандит                                         | 6:52         |
| 6. | «Naina»                 | Рахат Фатех Али Хан                                                   | 6:49         |
| 7. | «Laakad»                | Рекха Бхардвадж                                                       | 5:36         |
| 8. | «The Tragedy of Omkara» | без вокала                                                            | 1:35         |

## Критика
Дерек Элли в рецензии для Variety написал: «эта свободная переработка „Отелло“, действие которой происходит среди гангстеров в деревне Уттар-Прадеш, гораздо более захватывающая, чем угрюмая, но запутанная адаптация „Макбета“, „Макбул“ (2003) [этого же режиссёра], и не требует знания оригинальной пьесы Барда».
Филип Френч в отзыве для The Guardian назвал «Омкару» гениальной адаптацией «Отелло», в которой мобильные телефоны используются там, где Шекспир подслушивает, а эротический пояс, украшенный драгоценностями, заменяет носовой платок в качестве компрометирующего предмета.
Рам Тарат с сайта FutureMovies отметил потрясающую актёрскую игру, особенно Хана, исполнившего вопреки своему образу роль коварного макиавеллиподобного Лангду, и Шармы в качестве его партнёрши.
Джасприт Пандохар в отзыве для BBC добавила, что их великолепная пара даже затмевает совместную игру Девгана и Капур.
Индийский кинокритик Таран Адарш из Bollywood Hungama назвал фильм блестящим с точки зрения постановки, к тому же украшенным первоклассным исполнением ролей.
Рецензия для The Times of India описала «Омкару» как фильм, который разбивает традиционную форму Болливуда вдребезги и делает это с размахом, охватывающим все аспекты кинопроизводства.
Раджа Сен с портала Rediff.com отметил, что реплики почти дословно повторяют пьесу, даже когда персонажи рявкают в мобильные телефоны и смотрят, как танцовщицы отвлекают полицейских, а изменения носят лишь поверхностный характер. Так не найдя особого применения Герцогу, Антонио и членам совета, Бхардвадж совмещает их всех в персонаже Бхай-сааба.
Катхакали Джана из Hindustan Times выделила в качестве разочаровывающего момента то, что в то время как сомнения Отелло в пьесе проистекали из того, что он был мавром в Венеции, чья «инаковость» выделяла его, в фильме режиссёр не стал акцентировать внимание на этом качестве персонажа, решив не играть с кастовой политикой и фракционностью Уттар-Прадеш.

## Награды
- Азиатский фестиваль дебютных фильмов[англ.] — лучшая операторская работа — Тассадук Хуссейн Муфти[англ.]
- Каирский международный кинофестиваль — лучший художественный вклад режиссёра в кино — Вишал Бхарадвадж
- Международный кинофестиваль в Карачи[англ.]
  - Лучший адаптированный сценарий — Вишал Бхарадвадж, Абхишек Чаубей, Робин Бхатт
  - Лучшая мужская роль — Саиф Али Хан
  - Лучшая музыка к фильму — Вишал Бхарадвадж
- Национальная кинопремия[11]
  - Лучшая женская роль второго плана — Конкона Сен Шарма
  - Лучшая работа звукорежиссёра — К. Дж. Сингх[англ.], Шаджит Койери[англ.], Субхаш Саху
  - Специальный приз жюри — Вишал Бхарадвадж
- Filmfare Awards[12]
  - Лучшая женская роль по мнению критиков — Карина Капур
  - Лучшая женская роль второго плана — Конкона Сен Шарма
  - Лучшее исполнение отрицательной роли — Саиф Али Хан
  - Лучший женский закадровый вокал — Сунидхи Чаухан («Beedi»)
  - Лучшая хореография — Ганеш Ачария[англ.] («Beedi»)
  - Лучшая работа звукорежиссёра — К. Дж. Сингх[англ.], Субхаш Саху
  - Лучшая работа художника-постановщика — Самир Чанда[англ.]
  - Лучший дизайн костюмов — Долли Ахлувалиа[англ.]
  - Специальная премия Filmfare — Дипак Добриял
- Премия международной академии кино Индии[13]
  - Лучшее исполнение отрицательной роли — Саиф Али Хан
  - Лучший женский закадровый вокал — Сунидхи Чаухан («Beedi»)
  - Лучшая хореография — Ганеш Ачария[англ.] («Beedi»)
  - Специальная премия — Вишал Бхарадвадж